# Skogssallat
Skogssallat (Lactuca muralis) är en växtart i familjen korgblommiga växter. Arten räknas ibland till släktet Mycelis, den förs dock till Lactuca av International Cichorieae Network.

## Beskrivning
Skogssallat är en flerårig ört, omkring 40-80 cm hög. Den har kala, djupt parflikiga blad med triangulär ändflik, och blekt gula blommor i små korgar, som är omkring 10 mm vida. Arten blommar i juli-augusti.
Bladen hos skogssallat liknar bladen hos torta och parksallat, men dessa är mer högväxta och har violetta blommor.

## Habitat
Skogssallat återfinns på näringsrik mark i barr- och lövskogar i Europa och Asien. Den förekommer även i parker och på ruderatmark. I Sverige är den allmän till Gästrikland i norr, mindre allmän till sällsynt till Västerbotten.

## Användning
Skogssallat är ätlig, med ungefär samma beska smak som maskros. Blad och blommor kan användas i sallader eller till ost.